# أندرو لاستر
أندرو ستيوارت لاستر (من مواليد 15 ديسمبر 1963) هو حفيد عملاق مستحضرات التجميل ماكس فاكتور الأب، ووريث ثروة ماكس فاكتور لمستحضرات التجميل.  أدين بارتكاب اعتداءات جنسية متعددة في عام 2003، باستخدام عقار الاغتصاب GHB.

## نشأته
كان أبوه هنري لوستر طبيبًا نفسيًا، ووالدته إليزابيث لوستر (ني شور). كانت الابنة بالتبني لماكس فاكتور  نشأ أندرو لاستر في ماليبو، كاليفورنيا  والتحق بمدرسة ويندوارد في لوس أنجلوس.
انتقل لاستر بعد التخرج إلى ماسل شول، كاليفورنيا ويعيش في كوخ على الشاطئ قيمته 600.000 دولار. إضافةً إلى مليون دولار في صندوق ائتماني. ووفقًا لصحيفة لوس أنجلوس تايمز، فإن انتقاله وأسلوب حياته المغامر أضعف روابطه «الضعيفة بالفعل» مع عائلة فاكتور، التي كانت منخرطة بشكل كبير في الفنون والأعمال الخيرية. 

## اتهامات بالاعتداء الجنسي والإدانة
ألقي القبض على لاستر في عام 2000، عندما أخبرت طالبة في كلية محلية الشرطة أنها تعرضت للاغتصاب في منزل لاستر.   عند التحقيق، اتهمت الشرطة لاستر بتخدير ثلاث نساء بمخدر الاغتصاب GHB، والاعتداء الجنسي عليهن، وتسجيل الاعتداءات بالفيديو، بعد العثور على شرائط فيديو للاعتداءات عندما فتشوا منزله. وبعد دفع كفالة قدرها مليون دولار، فشل لاستر في المثول أمام المحكمة للدفاع عن نفسه ضد الاتهامات في يناير 2003.  أدين لاستر غيابيًا وحكم عليه بالسجن 124 عاما.  
حظيت قضية لاستر القانونية باهتمام كبير بسبب ثروة عائلته، وأصدر مكتب التحقيقات الفيدرالي في يناير 2003 مذكرة بتهمة الطيران غير المشروع لتجنب الملاحقة القضائية. ثم اختطف في يونيو 2003، بواسطة صائد الهاربين من العدالة «الأمريكي دوان» دوج«تشابمان» في بويرتو فالارتا، المكسيك. ألقت الشرطة المكسيكية القبض على لاستر وتشابمان.     
سُلم لاستر إلى السلطات الأمريكية. تم تحويل تهمة الاختطاف التي ارتكبها تشابمان إلى جنحة، ونصحه محاميه بالفرار من المكسيك عندما أُطلق سراحه بكفالة.  كتب تشابمان لاحقًا أنه يعتقد أن أفعاله في المكسيك كانت قانونية، لأنه كان يعمل بالاتفاق مع ضابط شرطة مكسيكي في أثناء وجوده في تلك الدولة، لكن القاضي الأمريكي في قضية لوستر رفض منح تشابمان أي مكافأة أو ضمان.  أوضح تشابمان أيضًا أنه استشار «خبير في الطب الشرعي متخصص في الجرائم الجنسية» في قضية لاستر، الذي أوضح اعتقد أن تفضيل لاستر لاغتصاب الضحايا غير الواعين يشير إلى نزعة نيكروفيلية، التي قد تؤدي إلى القتل.
رفضت محكمة كاليفورنيا الاستئنافية دعوى استئناف لاستر، مشيرةً إلى أن لاستر كان هاربًا من العدالة. وهناك سابقة قانونية طويلة الأمد تنص على أن الهاربين يستهزئون بسلطة المحكمة، وبذلك يتنازلون عن حقهم في الاستئناف. ورفضت المحكمة العليا في كاليفورنيا والمحكمة العليا للولايات المتحدة فيما بعد إلغاء هذا الحكم.  

## عقوبة السجن والدعاوى المدنية
يسجن لاستر حاليًا في سجن فالي ستيت في تشوتشيلا ، كاليفورنيا. بموجب قانون ولاية كاليفورنيا، ولأن جرائمه أضرت بأشخاص آخرين، فعليه قضاء 85 ٪ على الأقل من عقوبته قبل أن يصبح مؤهلاً للإفراج عنه بشهادة حسن السلوك. لو عاش حتى يقضي تلك العقوبة، فلن يتم النظر في إطلاق سراحه حتى يقضى 105 سنوات - وهو فعليًا حكم بالسجن مدى الحياة.
في أواخر عام 2009، قدم لاستر التماسًا لاستصدار أمر إحضار كفرصة أخيرة لمراجعة قضيته بواسطة محكمة استئناف أخرى. أناب عن لاستر في تلك الدعوى محاميه Jay Leiderman و J. David Nick.
منحت المحكمة التماس أمر الإحضار في أبريل 2012  ألغت محكمة مقاطعة فينتورا العليا حُكم لوستر بالسجن 124 عامًا في 11 مارس / آذار 2013، لكن ليس إدانته، وذلك بناءً على فشل قاضي المحاكمة في ذكر أسباب محددة لفرض عقوبات متتالية، وأمرت بجلسة استماع جديدة في 4 أبريل / نيسان 2013.
خففت قاضية المحكمة العليا في مقاطعة فينتورا «كاثرين ستولتز» عقوبة لوستر إلى 50 عامًا - 48 عامًا على جرائم الاغتصاب وسنتين للتهم المتعلقة بالمخدرات في 16 أبريل 2013. وأشار محامو لوستر إلى أنه سيكون هناك استئناف.
أصدر معارضو اقتراح كاليفورنيا 57 كتيبًا ينص على أنه يمكن إطلاق Luster مبكرًا بسبب عدم وضوح ما يعرف «جرائم العنف» في عام 2016. قال حاكم ولاية كاليفورنيا جيري براون لرئيس شرطة مقاطعة فريسنو مارجريت ميمز -رداً على هذا الكتيب- أن لاستر قد حُكم عليه في الأصل بالسجن مدة 100 سنة وسُجل كمرتكب جرائم جنسية «ولن يخرج في كلا الروايتين». وأوضحت إدارة براون لاحقًا أنه نظرًا لأن لاستر مسجلًا كمعتدي جنسي، فلن يكون مؤهلاً للإفراج المشروط حتى لو مُرر الاقتراح 57.
فاز اثنان من الضحايا بدعوى مدنية ضد لاستر، الذي تعين عليه دفع نحو 40 مليون دولار. باع لاستر بعد ذلك معظم ممتلكاته وأعلن إفلاسه.

## تصوير وسائل الإعلام
بعد فرار لاستر من الولايات المتحدة، أُنتج فيلم يحكي جرائمه، وهو: <b>Date with Darkness: The Trial and Capture of Andrew</b>وكان الهدف من إنتاجه المساعدة في القبض عليه بواسطة وضع صورة له في نهاية الفيلم، وحث الشهود على تبليغ السلطات على مكان وجوده. لكن نظرًا لأن الفيلم كان لا يزال قيد الإنتاج عندما قبض على لاستر، أعيد كتابة مشهد النهاية ليتضمن القبض عليه.
بث المسلسل التلفزيوني الإجرامي Dominick Dunne's Power، Privilege، and Justice الذي يحكي قصصًا حقيقية في 28 أغسطس 2009، حلقة عن قضية لاستر في الموسم الثالث، الحلقة 4، بعنوان "Evil Deeds".
بثت Investigation Discovery في 31 أغسطس 2017، الحلقة الأولى من Guilty Rich، التي سردت قصة جرائم أندرو لوستر، واعتقاله، وفراره، وإدانته وسجنه في نهاية المطاف.